# Championnats d'Europe de gymnastique aérobic 2015
Navigation
2013 2017
Les 9es Championnats d'Europe de gymnastique aérobic se sont déroulés à Elvas, au Portugal, du 6 au 8 novembre 2015.

## Podiums
| Épreuves          | Or                                                                               | Argent                                                                   | Bronze                                                                               |
| ----------------- | -------------------------------------------------------------------------------- | ------------------------------------------------------------------------ | ------------------------------------------------------------------------------------ |
| Individuel Hommes | Vicente Lli (ESP)                                                                | Daniel Bali (HUN)                                                        | Gabriel Bocser (ROU)                                                                 |
| Individuel Femmes | Oana Corina Constantin (ROU)                                                     | Dóra Hegyi (HUN)                                                         | Sara Moreno (ESP) Bianca Gorgovan (ROU)                                              |
| Duos              | Espagne Vicente Lli Sara Moreno                                                  | Italie Michela Castoldi Davide Donati                                    | Hongrie Daniel Bali Dóra Hegyi                                                       |
| Trio              | Roumanie Dacian Barna Lavinia Panaete Lucian Savulescu                           | Russie Dukhik Dzhanazian Roman Semanov Ruslan Zubairov                   | Italie Ivan Cavalieri Paolo Conti Giovanni Liguori                                   |
| Groupes           | Italie Emanuele Caponera Michela Castoldi Paolo Conti Davide Donati Sara Natella | Hongrie Danuel Bali Balazs Farkas Dóra Hegyi Dora Lendvay Panna Szollosi | Roumanie Dacian Barna Gabriel Bocser Ioana Gorgovan Lavinia Panaete Lucian Savulescu |
| Step              | Russie                                                                           | Hongrie                                                                  | Ukraine                                                                              |
| Danse             | Russie                                                                           | Roumanie                                                                 | Hongrie                                                                              |
| Équipe            | Hongrie Roumanie                                                                 | Non attribuée                                                            | Italie                                                                               |

### Tableau de médailles par nations
| Rang | Nation   | Or | Argent | Bronze | Total |
| ---- | -------- | -- | ------ | ------ | ----- |
| 1    | Roumanie | 3  | 1      | 3      | 7     |
| 2    | Russie   | 2  | 1      | 0      | 3     |
| 3    | Espagne  | 2  | 0      | 1      | 3     |
| 4    | Hongrie  | 1  | 4      | 2      | 7     |
| 5    | Italie   | 1  | 1      | 2      | 4     |
| 6    | Ukraine  | 0  | 0      | 1      | 1     |